# 姫路市書写の里・美術工芸館

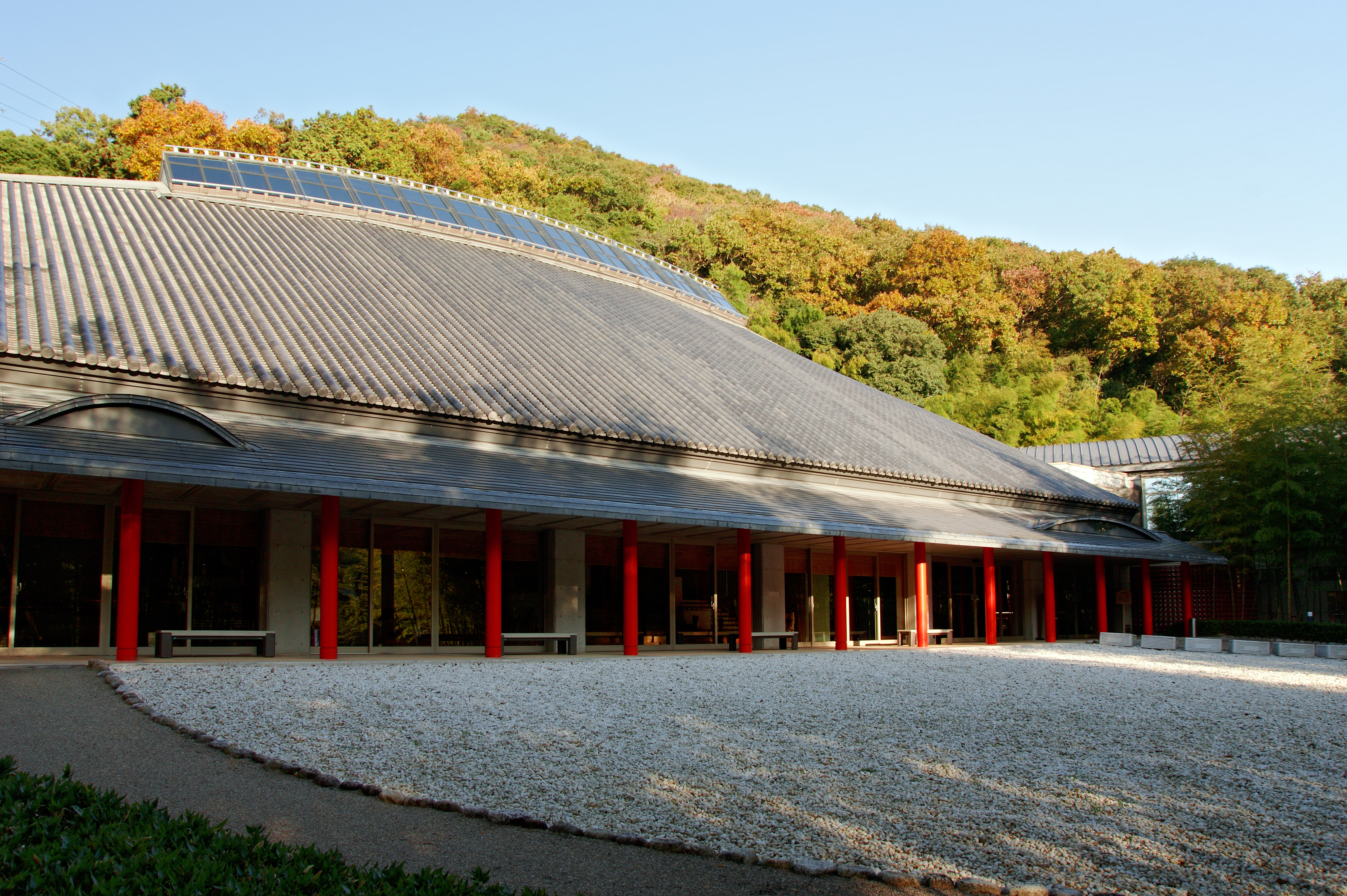
本館

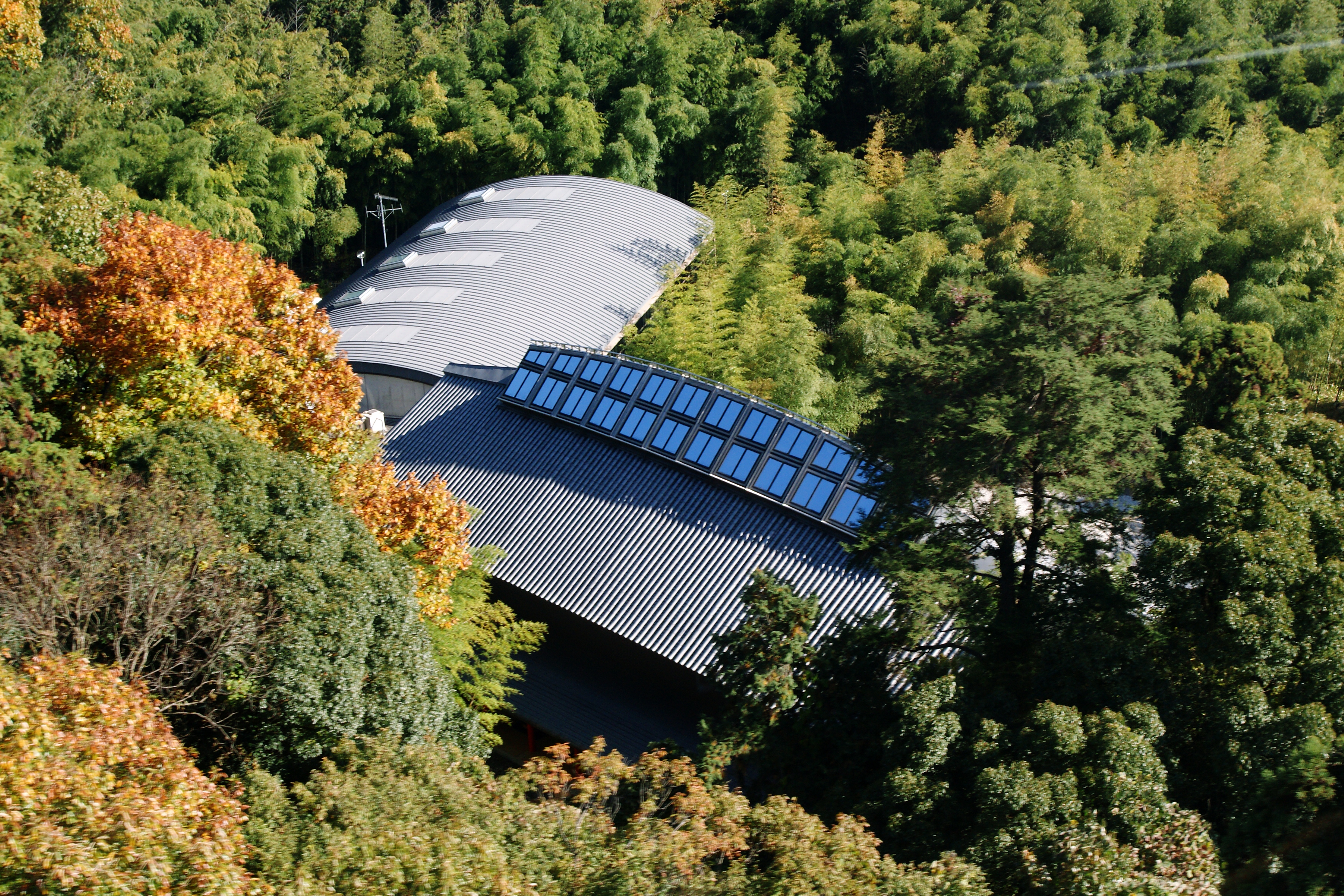
上空の書写ロープウェイから撮影

姫路市書写の里 美術工芸館（ひめじししょしゃのさと びじゅつこうげいかん）は、兵庫県姫路市書写山の麓、夢前川の畔にある美術館。

## 概要
1994年に開館した。本館は書写山圓教寺をイメージさせる大屋根、瓦葺の外観である。展示室は6室あり、「展示室A」では郷土出身の元東大寺管長・清水公照の作品や愛蔵品を常設展示する。工芸工房では、伝統工芸職人による姫路はりこや姫路こま等製作の実演がされており、絵付けの体験などもできる。
日本博物館協会会員館。指定管理者制度を採用せず、姫路市の直営である。
ひょうごっ子ココロンカード、どんぐりカード、姫路市高齢者福祉優待カードの対象施設になっている。対象者はカードを提示すれば入場無料。

## 施設
- 展示室A・C - 常設展示室
  - 屋台コーナー
- 展示室B - 常設兼企画展示室
- 企画展示室
- 郷土玩具室 - 播磨地方の伝統工芸品や郷土玩具を展示
- 工芸工房 - 姫路はりこ、姫路こま、姫山人形の制作体験工房
- 一般展示室 - 兼企画展示用
- ビデオコーナー
- 休憩コーナー
- ミュージアムショップ

## 建築概要
- 竣工 - 1994年
- 設計 - 宮脇檀建築研究室
- 施工 -大成建設・大谷建設JV
- 延床面積 - 本館：2,524m2 　交流庵：約88m2 竹林工房
- 受賞 - '97第3回くすのき建築文化賞/兵庫県建築士事務所協会、97第6回さわやか街づくり賞（建築物部門）/兵庫県知事賞

## 交通アクセス
- 山陽電車 山陽姫路駅から神姫バス⑧約25分「書写山ロープウェイ」行終点下車徒歩3分
- JR　姫路駅から姫神バス⑧約25分「書写ロープウェイ」行終点下車徒歩3分

## 周辺
- 圓教寺